# New England Patriots 2009
La stagione 2009 dei New England Patriots è stata la 40ª della franchigia nella National Football League, la 50ª complessiva e la 10ª con Bill Belichick come capo-allenatore.

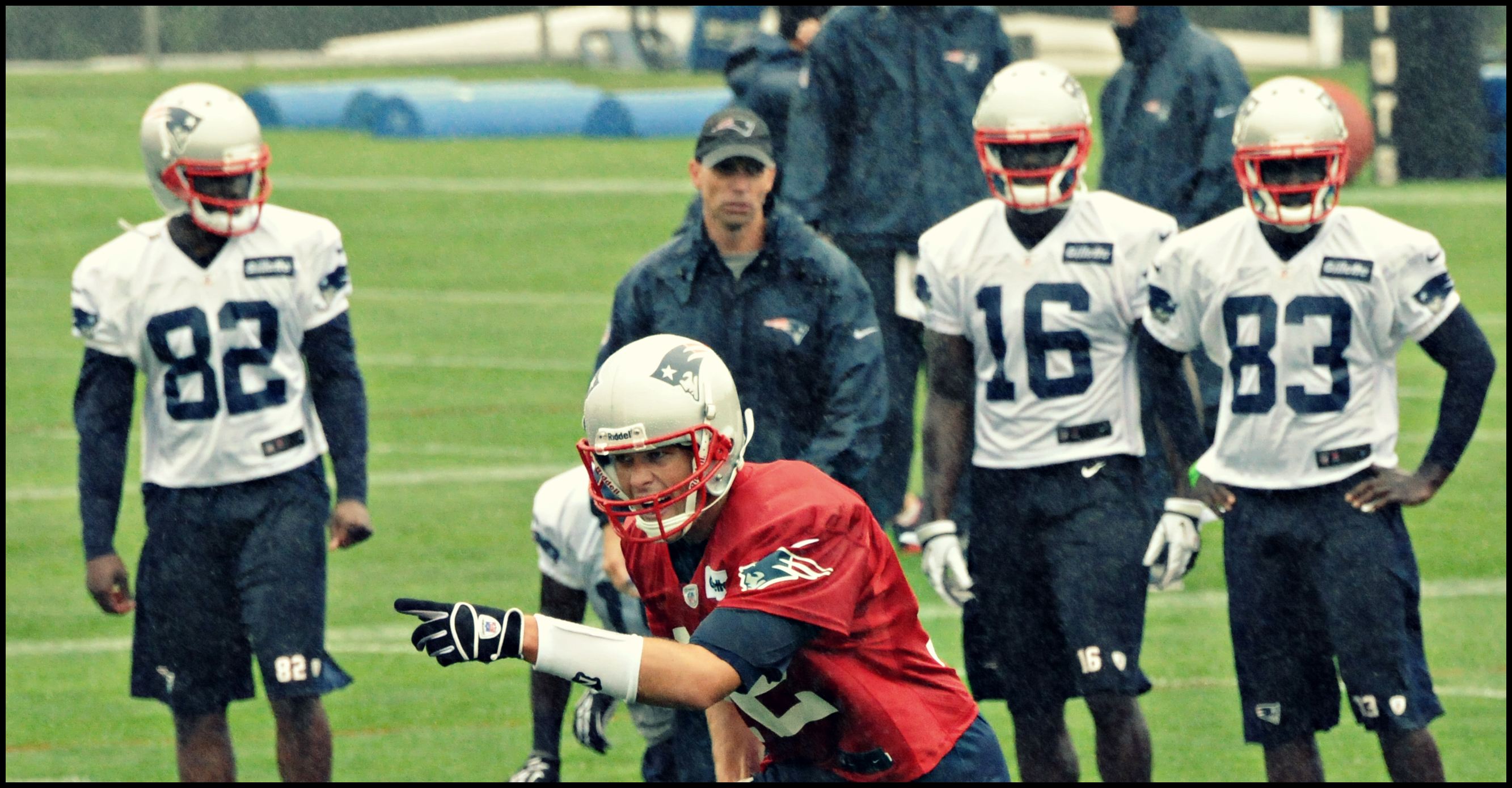
Tom Brady durante il training camp 2009

## Scelte nel Draft 2009
| Giro | Scelta | Giocatore         | Ruolo            | College        |
| ---- | ------ | ----------------- | ---------------- | -------------- |
| 2    | 34     | Pat Chung         | Safety           | Oregon         |
| 2    | 40     | Ron Brace         | Defensive tackle | Boston College |
| 2    | 41     | Darius Butler     | Cornerback       | Connecticut    |
| 2    | 58     | Sebastian Vollmer | Offensive tackle | Houston        |
| 3    | 83     | Brandon Tate      | Wide receiver    | North Carolina |
| 3    | 97     | Tyrone McKenzie   | Linebacker       | South Florida  |
| 4    | 123    | Rich Ohrnberger   | Offensive guard  | Penn State     |
| 5    | 170    | George Bussey     | Offensive guard  | Louisville     |
| 6    | 198    | Jake Ingram       | Long snapper     | Hawaii         |
| 6    | 207    | Myron Pryor       | Defensive tackle | Kentucky       |
| 7    | 232    | Julian Edelman    | Wide receiver    | Kent State     |
| 7    | 234    | Darryl Richard    | Defensive tackle | Georgia Tech   |

## Calendario

### Stagione regolare
| Turno | Ora                | Data               | Avversario           | Risultato          | Record             | Stadio                     | TV                 | Recap              |
| ----- | ------------------ | ------------------ | -------------------- | ------------------ | ------------------ | -------------------------- | ------------------ | ------------------ |
| 1     | 7:00 pm EDT        | 14/9/2009          | Buffalo Bills†       | V 25–24            | 1–0                | Gillette Stadium           | ESPN               | Recap              |
| 2     | 1:00 pm EDT        | 20/9/2009          | New York Jets        | S 9–16             | 1–1                | Giants Stadium             | CBS                | Recap              |
| 3     | 1:00 pm EDT        | 27/9/2009          | Atlanta Falcons      | V 26–10            | 2–1                | Gillette Stadium           | Fox                | Recap              |
| 4     | 1:00 pm EDT        | 4/10/2009          | Baltimore Ravens     | V 27–21            | 3–1                | Gillette Stadium           | CBS                | Recap              |
| 5     | 4:15 pm EDT        | 11//2009           | Denver Broncos†      | S 17–20 (DTS)      | 3–2                | Invesco Field at Mile High | CBS                | Recap              |
| 6     | 4:15 pm EDT        | 18/10/2009         | Tennessee Titans†    | V 59–0             | 4–2                | Gillette Stadium           | CBS                | Recap              |
| 7     | 1:00 pm EDT        | 25/10/2009         | Tampa Bay Buccaneers | V 35–7             | 5–2                | Wembley Stadium (Londra)   | CBS                | Recap              |
| 8     | Settimana di pausa | Settimana di pausa | Settimana di pausa   | Settimana di pausa | Settimana di pausa | Settimana di pausa         | Settimana di pausa | Settimana di pausa |
| 9     | 1:00 pm EST        | 8/11/2009          | Miami Dolphins       | V 27–17            | 6–2                | Gillette Stadium           | CBS                | Recap              |
| 10    | 8:20 pm EST        | 15/11/2009         | Indianapolis Colts   | S 34–35            | 6–3                | Lucas Oil Stadium          | NBC                | Recap              |
| 11    | 4:15 pm EST        | 22/11/2009         | New York Jets        | V 31–14            | 7–3                | Gillette Stadium           | CBS                | Recap              |
| 12    | 8:30 pm EST        | 30/11/2009         | New Orleans Saints   | S 17–38            | 7–4                | Louisiana Superdome        | ESPN               | Recap              |
| 13    | 1:00 pm EST        | 6/12/2009          | Miami Dolphins†      | S 21–22            | 7–5                | LandShark Stadium          | CBS                | Recap              |
| 14    | 1:00 pm EST        | 13/12/2009         | Carolina Panthers    | V 20–10            | 8–5                | Gillette Stadium           | Fox                | Recap              |
| 15    | 1:00 pm EST        | 20/12/2009         | Buffalo Bills        | V 17–10            | 9–5                | Ralph Wilson Stadium       | CBS                | Recap              |
| 16    | 1:00 pm EST        | 27/12/2009         | Jacksonville Jaguars | V 35–7             | 10–5               | Gillette Stadium           | CBS                | Recap              |
| 17    | 1:00 pm EST        | 3/1/2010           | Houston Texans       | S 27–34            | 10–6               | Reliant Stadium            | CBS                | Recap              |

Nelle partite contrassegnate con "†", i Patriots hanno utilizzato le divise della vecchia American Football League

### Playoff
| Turno     | Ora         | Data      | Avversario           | Risultato | Record | Stadio           | TV  | Recap |
| --------- | ----------- | --------- | -------------------- | --------- | ------ | ---------------- | --- | ----- |
| Wild Card | 1:00 pm EST | 10/1/2010 | Baltimore Ravens (6) | L 14–33   | 0–1    | Gillette Stadium | CBS | Recap |

## Premi
- Tom Brady:

comeback player of the year